# Nglebur (Kedungpring)
Nglebur is een bestuurslaag in het regentschap Lamongan van de provincie Oost-Java, Indonesië. Nglebur telt 1249 inwoners (volkstelling 2010).